# Orestes Suárez
Orestes Suárez Lemus (Pinar del Río, Cuba, 14 de marzo de 1950) es un historietista cubano.

## Biografía
Tras dejar su trabajo de electricista por motivos de salud, su debut como ilustrador se produjo por casualidad en 1977, en la Organización de Pioneros José Martí, para la que prestaba servicio voluntario. Posteriormente comenzó su colaboración con la Editora Abril, realizando varias ilustraciones para la revista Pionero y, posteriormente, para Pásalo, El Guía y Zunzún. Para la editorial Pablo de la Torriente realizó Camila, Yakro, Vitralitos y algunos episodios de la historieta dedicada a Pablo de la Torriente, periodista cubano-puertorriqueño fallecido en la guerra civil española.
También ha trabajado para editoriales extranjeras, concretamente de México, España e Italia. Para la editorial italiana Sergio Bonelli Editore ha dibujado varias historias de Mister No desde 1995 y dos de Tex desde 2010.
Se graduó en la Escuela Nacional de Diseño Gráfico.